# Raimund Kroboth
Raimund Kroboth (* 31. März 1952) ist ein deutscher Fusionmusiker (Gitarre, auch Waldzither, Arrangement, Komposition) und Bandleader.

## Wirken
Kroboth wuchs in Landshut auf und zog 1977 nach Köln, wo er als Musiker tätig war. Im Folgejahr gehörte er zu den Gründungsmitgliedern der Initiative Kölner Jazzhaus e.V.
Zwischen 1979 und 1984 war Kroboth Mitglied der prominent besetzten Band NoNett (mit u. a. Norbert Stein, Reiner Winterschladen, Joachim Gellert, Reiner Michalke), mit der die Alben Zur Lage der Nation und Wenn der weiße Flieder wieder blüht entstanden. Von 1986 bis 1992 betrieb er mit Musikern wie Gellert, Albrecht Maurer, Reinhard Kobialka oder später auch Jan von Klewitz die Gruppe Heinz, die die Alben Der Spion und Bavarian Backbeat vorlegte. 1995 gründete er die Schäl Sick Brass Band, die er bis 2013 leitete und mit der er sich der Weltmusik zuwendete, international tourte und mehrere Alben vorlegte. Zwischen 2009 und 2019 betrieb er das Tabadoul Orchestra, das auf seinem Album world wide wahab die Kompositionen des ägyptischen Komponisten Mohammed Abdel Wahab interpretierte. Weiter leitet er seit 2005 die Tzaziken, ein weibliches Vokal-Sextett, begleitet von einem Jazzmusiker-Sextett, das 2015 das Album Kischkesch veröffentlichte. Er ist auch auf Alben der Bläck Fööss und von Kristi Stassinopoulou zu hören.